# Kivéri (Argolide)
Kivéri, en grec moderne : Κιβέρι, est un village du dème d'Argos-Mycènes, district régional d'Argolide, en Grèce.
Selon le recensement de 2011, la population du village compte 911 habitants.